# Menticirrhus ophicephalus
Menticirrhus ophicephalus är en fiskart som först beskrevs av Jenyns, 1840.  Menticirrhus ophicephalus ingår i släktet Menticirrhus och familjen havsgösfiskar. IUCN kategoriserar arten globalt som livskraftig. Inga underarter finns listade i Catalogue of Life.